# Episinus theridioides
Episinus theridioides är en spindelart som beskrevs av Simon 1873. Episinus theridioides ingår i släktet Episinus och familjen klotspindlar. Inga underarter finns listade i Catalogue of Life.